# 五條新町

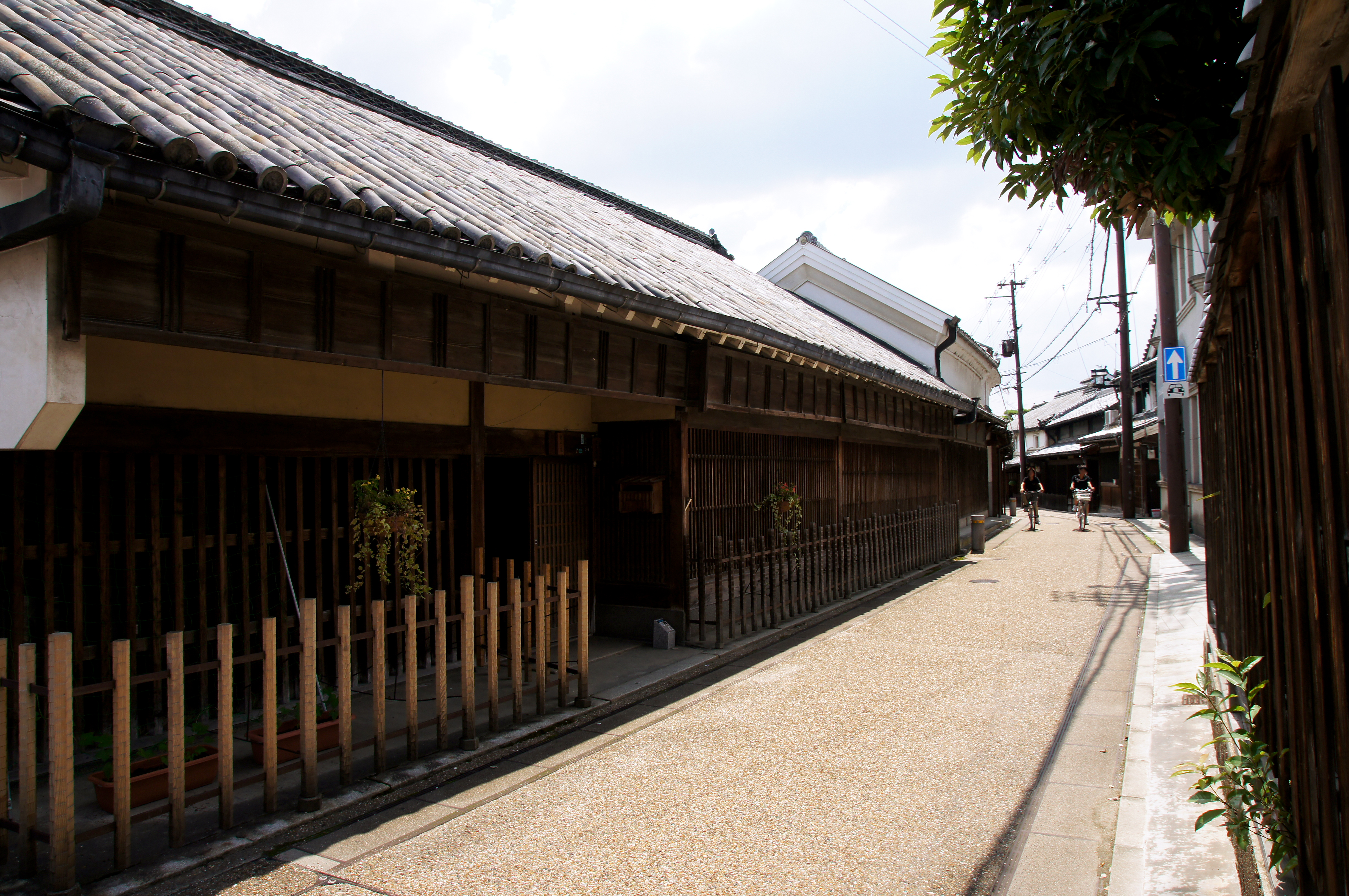
新町通り（紀州街道）、左手は栗山邸（栗山本家）

五條新町（ごじょうしんまち）は、奈良県五條市の五條新町通り（伊勢街道）界隈に位置する重要伝統的建造物群保存地区の名称である。
慶長13年（1608年）に筒井氏の家臣であった松倉重政が二見城城主に封じられて五條・須恵を領し、五條と二見の間に形成された新町村を町場として発展させた城下町を起源とする地区で、新町村は東・中・西町からなり、元和9年（1623年）には約95軒の家があり、現状の約110軒と大差がない町並みが形成されていた。現在、当地区内の建造物330棟のうち143棟が伝統的建築物として特定されている。

## 沿革
南大和の中心都市・五條市の吉野川北岸に位置する五條新町は「五條」と「新町」から成る。五條は中世末に町場が形成された地区であり、その西の新町は近世初頭に城下町として新たに形成された地区である。伊勢・大和・紀伊を結ぶ街道が交差し、吉野川（紀の川）が流れる五條は、古くから交通の要衝であり、近世には伊勢街道の宿駅として栄えた。慶長13年（1608年）、松倉重政がこの地に一万石で入部し、二見城を築いた。五條市二見5丁目の妙住寺がその城跡である。城と五條の町場とは離れており、この間を結ぶ道沿いに発達したのが新町である。松倉重政は元和2年（1616年）に肥前日之江城へ転封となり、二見城は廃された。以後の五條新町は天領となり、商家町として発展する。寛政7年（1795年）には五條代官所が置かれた。

## 地区の概要
新町通り（伊勢街道）に沿った東西約750メートル、面積7.0ヘクタールが保存地区となっている。地区内には江戸時代から昭和戦前期に建てられた伝統的建造物が良好に遺存する。街道沿いの民家は多くが切妻造、平入り、瓦葺きで、江戸時代のものは「つし2階建て」（天井高の低い2階を設ける）、明治以降のものは2階建てとするものが多く、2階部分は大壁造（柱を塗り込める）とするものが多い。吉野川の氾濫から町を守った石垣も残っている。1958年、建築史家の浅野清らの調査により、新町の栗山家住宅が、慶長12年（1607年）の棟札を有し、建立年代の判明するものとしては日本最古の民家であることが判明した。1975年には奈良国立文化財研究所（現奈良文化財研究所）による伝統的建造物群保存対策調査が実施され、当地区には質の高い伝統的建造物が多数遺存し、江戸時代建立の民家も数多く残ることがあらためて確認された。その後、行政と地区住民が連携して町並み保存活動に取り組み、2010年12月24日付けで「五條市五條新町伝統的建造物群保存地区」の名称で、国の重要伝統的建造物群保存地区として選定された。

## 主な施設
- 栗山家住宅 - 昭和43年（1968年）4月に国の重要文化財指定。慶長12年（1607年）築。建築年代の判る民家では日本最古とされる。
- 中邸 - 奈良県指定文化財。宝永元年（1704年）築。
- 栗山邸（栗山本家） - 五條市指定文化財。元禄9年（1696年）の棟札がある。
- 五新鉄道五新線跡、河瀬直美監督の映画「萌の朱雀」および映画『花影』の撮影地
- まちや館 - 木村篤太郎の生家。
- まちなみ伝承館
- 史跡公園長屋門
- 民俗資料館 - 旧五條代官所長屋門。天誅組の資料等を展示。
- 古民家レストラン「五條源兵衛」
- 一ツ橋餅店

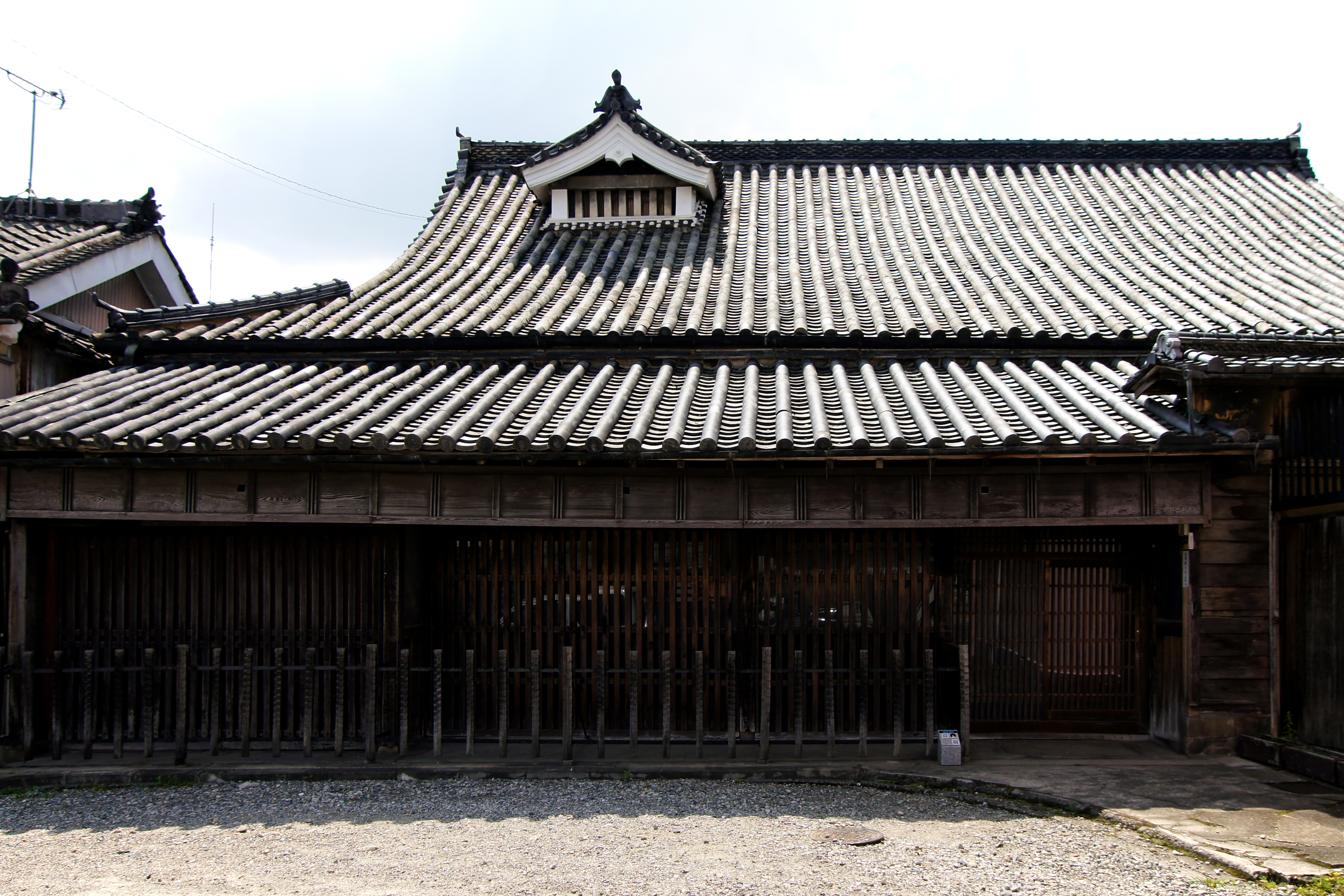
栗山家住宅（重要文化財）
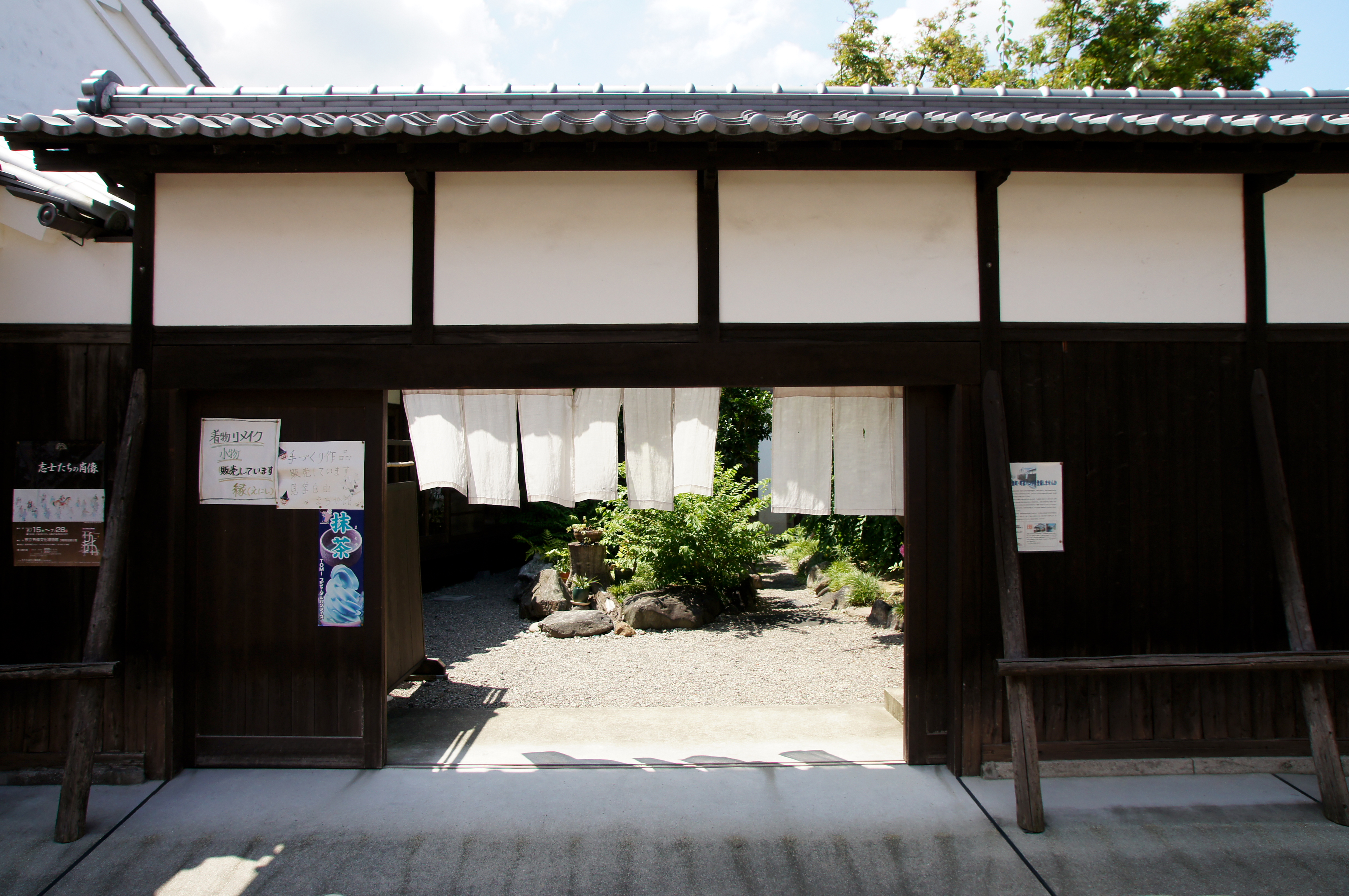
民俗資料館
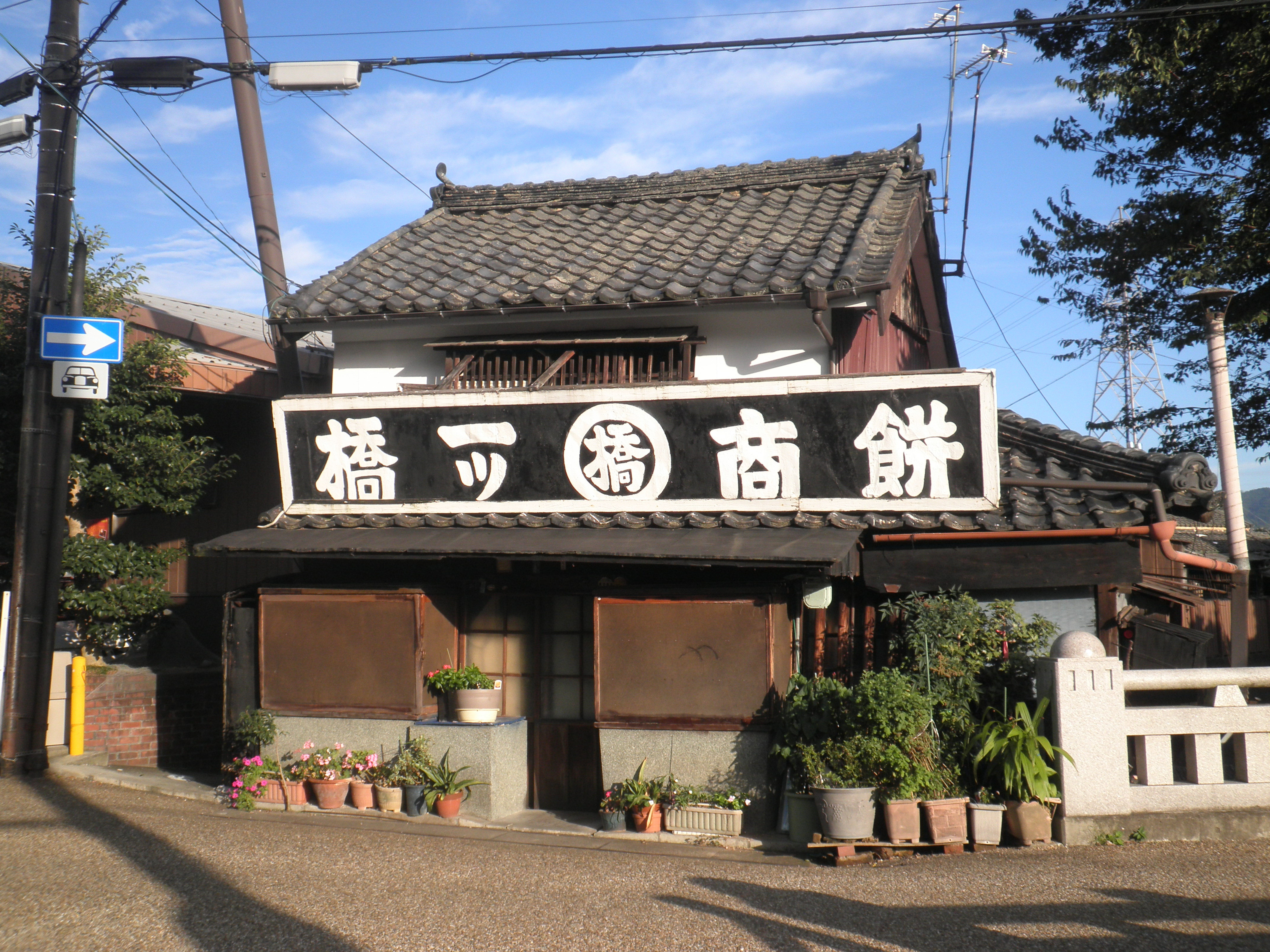
一ツ橋餅店
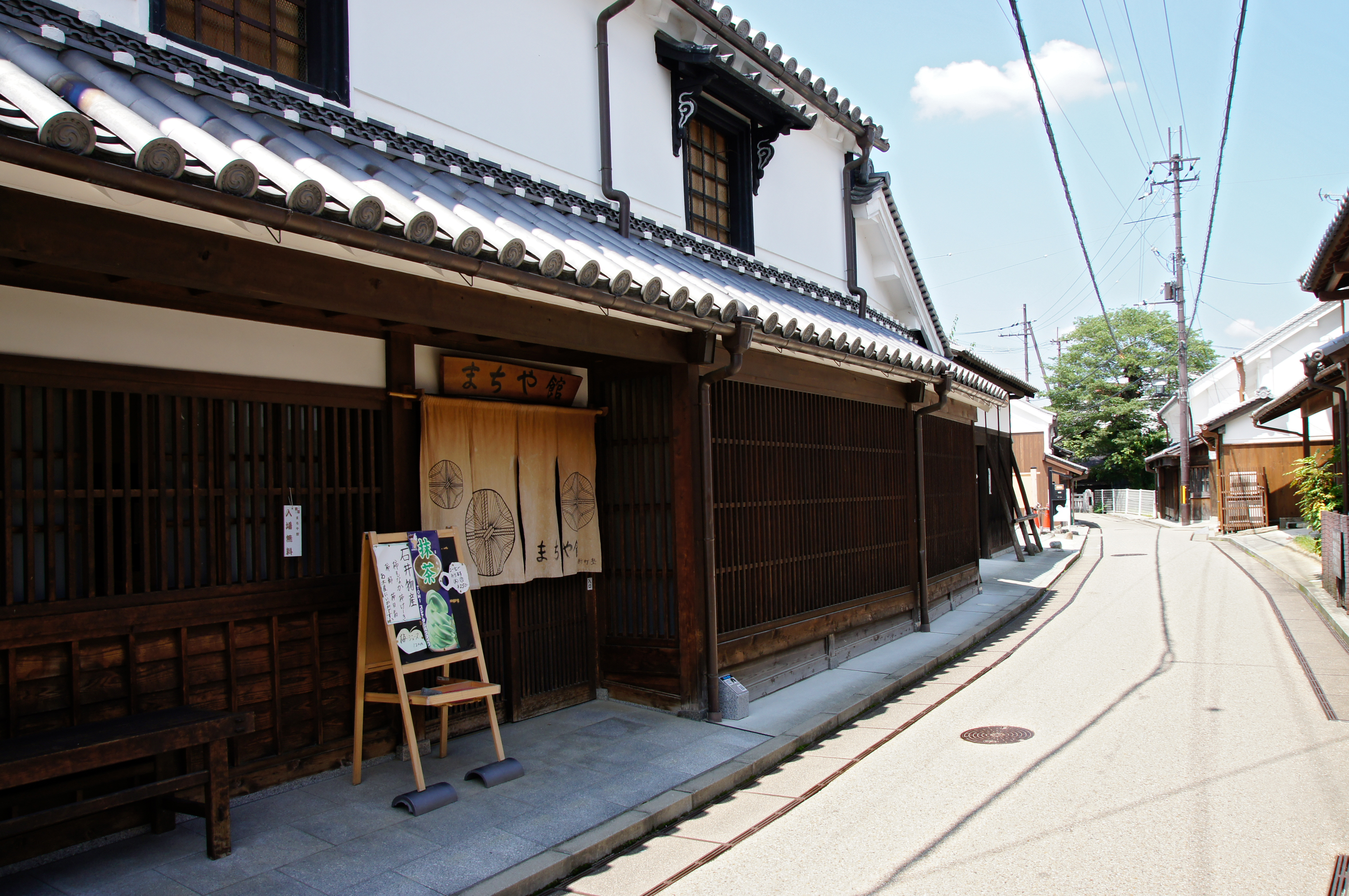
まちや館
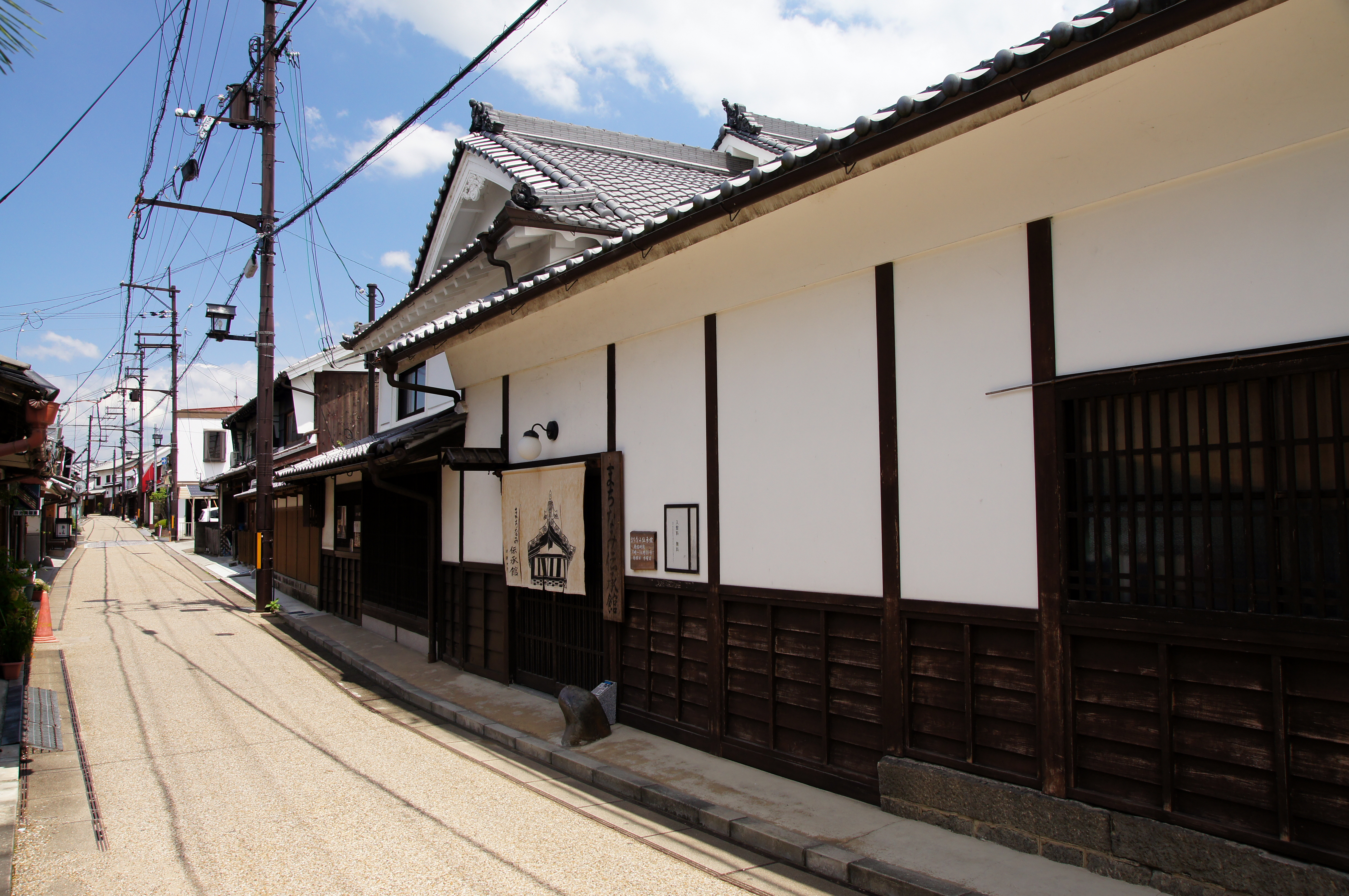
まちなみ伝承館
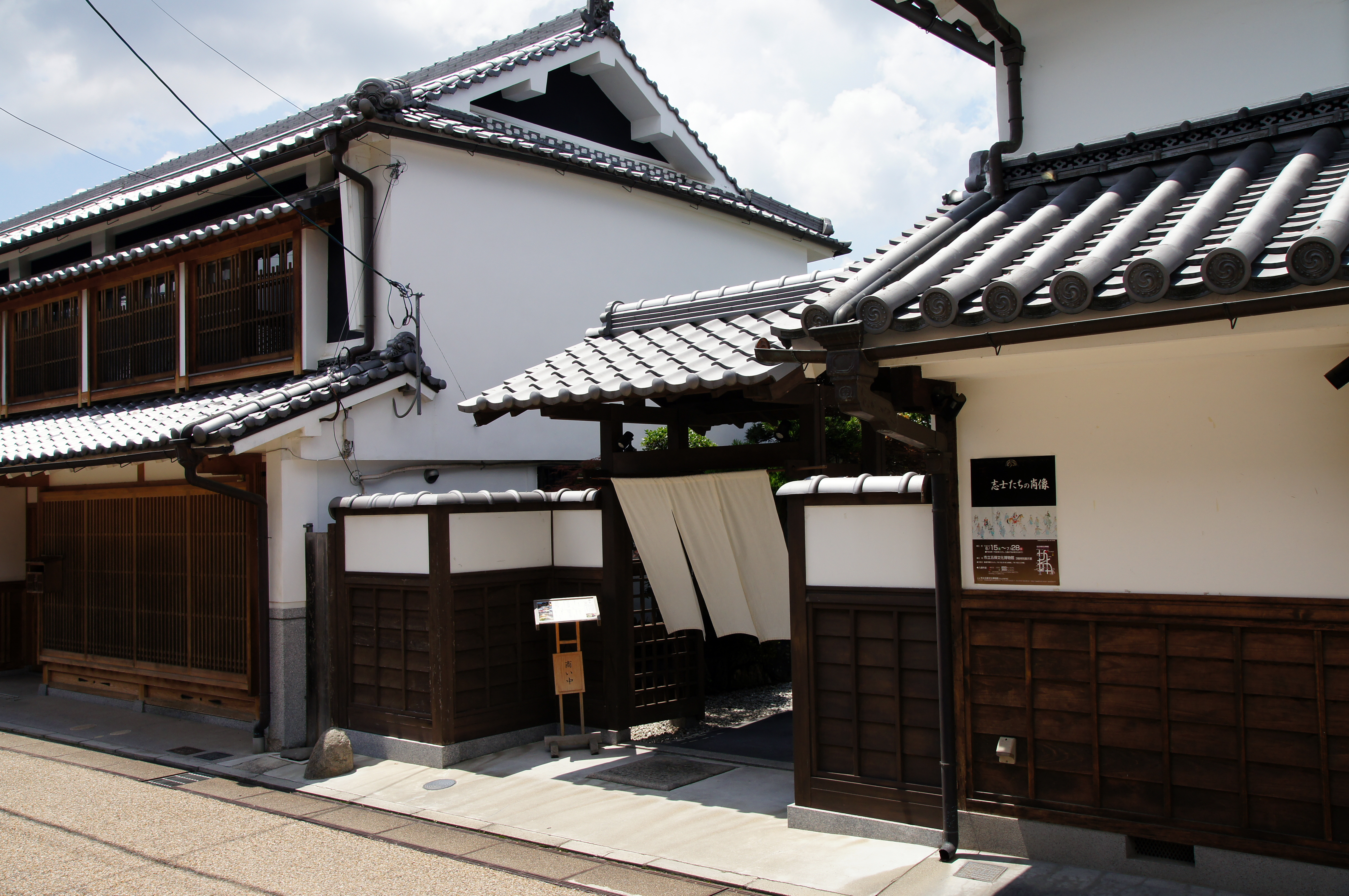
レストラン五條源兵衛

## 重要伝統的建造物群保存地区データ
- 所在地 - 五條市五條1丁目、本町2丁目、新町1・2丁目、二見1丁目、同4丁目の各一部
- 面積 - 約7.0ヘクタール
- .家屋数 - 160 戸
- .世帯数 - 153 世帯
- 建物棟数 - 330件 うち建築物143件（主屋87、土蔵31、離れ9、寺社12、薬医門等4）と工作物18件（石垣）が伝統的建造物に特定され、樹木1件が環境物件に特定されている。建築物には国の重要文化財1件、奈良県指定有形文化財1件、五條市指定文化財1件を含む。[3]
- 都市計画上の地域・地区等
  - 第1種住居地域（建ぺい率60%、容積率200%）
  - 商業地域（建ぺい率60%、容積率400%）
  - 準工業地域（建ぺい率60%、容積率200%）

## 祭事・イベント
- 大和てまり街道祭り（3月）
- 「かわっ子まつり」吉野川手作り筏下りコンテスト（7月）
- 吉野川祭り（8月）
- あかねLive（10月）野外ライブイベント。
- やな漁（9月中旬～10月下旬） 河川敷では鮎の塩焼きなども販売されている。

## 交通アクセス
- JR和歌山線 五条駅 徒歩10分（五條側）
- JR和歌山線 大和二見駅 徒歩5分（二見側）

## 周辺
- 吉野川河川敷公園
- 桜井寺 - 天誅組本陣跡
- 二見の大ムク - 国指定天然記念物